# 小松杏
小松 杏（こまつ あん、1990年8月30日 - ）は、日本のAV女優。エスフラート所属。

## 略歴
2021年4月、マドンナの専属女優としてAVデビュー。
2022年12月より専属を離れ、企画単体女優となる。

## 人物
結婚5年目の主婦であり、結婚前はモデルをしていた。
趣味は大学生時代から始めた釣り。
初恋は小学校1〜2年生くらいの頃で、初めて付き合ったのは中学校3年生の時、初体験は17歳の時に付き合っていた先輩と。オナニーは小学3年の時に覚えた。
デビューの理由は、セックスレスの解消、見せる性行為に興味があったこと。デビューしてよかったことは自分の性能が分かったこと。

## 作品
◎:BD版発売作品

### アダルトDVD/BD
- 美しすぎて、目を合わせられない―。 小松杏 30歳 AV DEBUT ミステリアスな色気を放つ『アンニュイ系』超大型新人―。（2021年4月25日、マドンナ）
- 超大型専属 小松杏 覚醒 数えきれない絶頂、計りしれない体液、キスで始まりキスで終わる情熱接吻セックス。（2021年5月25日、マドンナ）
- 大型専属『小松杏』×超鉄板『相部屋』シリーズ！！ 出張先のビジネスホテルでずっと憧れていた女上司とまさかまさかの相部屋宿泊（2021年6月25日、マドンナ）
- アンニュイ系の大型専属『中出し』解禁！！ 夫と子作りSEXをした後はいつも義父に中出しされ続けています…。 小松杏（2021年7月25日、マドンナ）
- 大型専属『初』本格NTR作品―。 「お前の奥さんに恋人のフリをして欲しいんだ…。」親友に懇願されて最愛の妻を貸し出した僕の最悪な結末…。 小松杏（2021年8月25日、マドンナ）
- 密着中出しセックス ～夫の上司に苦しみを吐き出す不貞交尾～ 小松杏（2021年9月28日、マドンナ）
- 人気スレンダー専属 凌●シリーズ初登場！！ 抱かれたくない男に死にたくなるほどイカされて… 小松杏（2021年10月26日、マドンナ）
- 地元へ帰省した三日間、人妻になっていた学生時代の先輩と時を忘れて愛し合った記録―。 小松杏（2021年11月23日、マドンナ）
- NGR ―ナガサレ― 義兄に犯●れ初めての絶頂を知った嫁 小松杏（2021年12月28日、マドンナ）

- 私の自慢の嫁ちゃんを晒します。 小松杏（2022年1月25日、マドンナ）
- 取引先の傲慢社長に中出しされ続けた出張接待。 大型専属、イイ女のスーツ『美』―。 小松杏（2022年2月22日、マドンナ）
- Madonnaが誇る人気スレンダー専属 豪華ハーレム初共演！！ 「アナタの家、泊めてくれる？これ、上司命令よ？」終電逃した女上司2人がボクの家に泊まりに来て… 淫らなギャップに翻弄されるまま一晩中、全身を犯●れ続けたボク。（2022年3月22日、マドンナ）
- 四六時中、娘婿のデカチ○ポが欲しくて堪らない義母の誘い 小松杏（2022年4月26日、マドンナ）
- 小松杏 初総集編 The First Best 3枚組12時間 ≪超豪華特典≫未公開ハメ撮り映像を収録！！（2022年5月10日、マドンナ）
- 汗ほとばしる人妻の圧倒的な腰振りで、僕は一度も腰を動かさずに中出ししてしまった。 小松杏（2022年5月24日、マドンナ）
- 真夏の夜に帰宅、鍵を無くして隣人妻の家に泊まる流れに…。 無防備過ぎる胸元と生脚に興奮した僕は、夜が明けるまで何度もハメ狂った…。 小松杏（2022年6月28日、マドンナ）
- 甘い囁きに流されるまま、僕は大学を留年するまで、人妻との巣篭もりSEXに溺れて…。 小松杏（2022年7月26日、マドンナ）
- 小松杏 『ごっくん』初解禁！！ あの男の醜い精液を私は朝昼晩と飲まされ続けています―。 精飲 『本物精子』×凌●ドラマ（2022年8月23日、マドンナ）
- ‘1秒たりとも視線が離せない’ 妻の実家で胸チラ誘惑する義姉と危険な中出し性交ー。 小松杏（2022年9月27日、マドンナ）
- 向かいの窓辺に佇む人妻は乳首で悶える程の絶頂を迎える―。 小松杏（2022年10月25日、マドンナ）
- 浮気がバレた絶倫ヤリチン夫を説教しにきた嫁の親友 小松杏（2022年12月6日、VENUS）

- 激・肉欲不倫 ド淫乱淑女！杏さん（30） 中出し絶頂！ 極上娼婦の様なモデル系美人妻と淫乱絶頂SEX 小松杏（2023年1月10日、オーロラプロジェクト・アネックス）
- あん時のセフレは…友人の母親 小松杏（2023年1月24日、タカラ映像）
- 絶叫！悶絶！ポルチオ開発！子宮の奥にある奥の奥でイク女9 小松杏（2023年1月24日、セレブの友）
- 素人バラエティ 耐えたら賞金100万円！イッたら即ハメ中出し！出産して感度が爆上がりした素人巨乳若奥様が挑戦するピンポイント電マ攻めチャレンジ！人生初のクリトリス直撃攻めでガックガクにアクメた欲求不満妻は、絶頂潮吹きが止まらない！デカチンでピストンされたら…（2023年2月23日、サディスティックヴィレッジ）
- 背後から耳元に甘くていじわるなささやき淫語で誘惑してくる年下の女上司 小松杏（2023年2月28日、h.m.p DORAMA）
- 湯けむりちゃんねる【温泉女子】うなぎ美女が有名温泉地でヌルヌル濃密にハメ狂う 撮影以外の放送事故映像をノーカット！！湯女 あん ＃温泉Y●uTuber ＃桃源郷 ＃放送事故 ＃ガチイキ中出し 小松杏（2023年3月7日、桃太郎映像出版）
- 妻みぐい不倫旅行 あん（仮名） 32歳 小松杏（2023年3月12日、MERCURY（マーキュリー））
- 団地妻レズビアン 疼く身体と寂しさを埋めてくれたのは年下だけど包容力があって大きなバストをもった同じ境遇の女性でした。 小松杏 美園和花（2023年3月14日、ビビアン）
- 涙のノンストップ激イカせSEX24 小松杏（2023年3月14日、セレブの友）
- 綺麗な近所の奥さんが 小松杏（2023年3月14日、タカラ映像）
- 唾液が混じり合う密室接吻社長室 小松杏（2023年4月4日、アタッカーズ）
- ホイホイえろきゅん 7 素人ホイホイ・えろきゅん・個人撮影・美女・マッチングアプリ・ハメ撮り・素人・SNS・裏アカ・酒好き・顔射・美乳・スレンダー・コスプレ（2023年4月11日、素人ホイホイ/妄想族）
- あのぉ…奥さんってどうしていつも裸なんですか！？ 小松杏（2023年4月12日、MERCURY（マーキュリー））
- 童貞とダマされ許してしまった裏オプでガン突きされ何度も中出しされたメンエス嬢（2023年4月20日、ナチュラルハイ）
- マジックミラー号 ハードボイルド デカチンの先っぽ3cmだけを挿入する過激な膣ケアエクササイズで敏感な膣口を刺激され続けるとご無沙汰妻は膣奥まで欲しくなってしまうのか！？久々の快感にイキ捲る性欲爆発SEXは中出し1発だけでは終わらない4（2023年4月20日、サディスティックヴィレッジ）
- 過ちの代償 夫の知人に弱みを握られ、犯●れ続けた私…。 小松杏（2023年5月2日、KSB企画/エマニエル）
- 義母さんだって孕みたい。 小松杏（2023年5月9日、タカラ映像）
- 淫乱の刻印 絶望実況配信 小松杏（2023年5月9日、オーロラプロジェクト・アネックス）
- 『小松杏』の素顔～中出しアヘ顔絶頂4SEX～（2023年5月9日、セレブの友）
- 家庭教師でやってきた美人先生が、ご褒美くれると言うので勉強頑張ったら大人のエッチ過ぎる騎乗位と吸い付きベロキスで赴任期間中に中出し搾精されまくった 小松杏（2023年5月16日、グローリークエスト）
- 栗の華の匂いと愛液に塗れた、御籠りセックス。 小松杏（2023年5月23日、オーロラプロジェクト・アネックス）
- 寝取られの館5 ～ダッチワイフにされた妻～ 小松杏（2023年5月23日、ながえスタイル）
- 媚薬BDSM 強力媚薬とぶっかけで快楽地獄の虜 媚薬調教File19 地方から上京してきた美人OL 小松杏（2023年5月23日、AVS collector’s）
- アパートの隣りに引っ越してきた魅惑のシングルマザーと中出し求愛性交 小松杏（2023年6月6日、VENUS）
- デカチン近親相姦 息子の硬くソリ返るズル剥けチ●ポにねとられた母 小松杏（2023年6月13日、JET映像）
- ガチナンパ！ 手コキNG！口マ○コだけでイカせたら100万円！失敗したら生ハメ罰ゲーム！ 顔！口内！マ○コ！ザーメン放出17発！（2023年6月15日、ピーターズ）
- 素人妻ナンパ全員生中出し5時間セレブDX 87（2023年6月15日、ロータス）
- 夫とのセックスに不満がある私は、夫の兄、そして弟とも関係を持ってしまった…。 小松杏（2023年6月20日、プラネットプラス）
- アナルで発情！～本能で感じる！美女があえぎ狂う快感レズビアン～ 小松杏×新村あかり（2023年6月27日、セレブの友）
- ホイホイ ラ・マン（8） 素人ホイホイZ・個人撮影・美少女・マッチングアプリ・ハメ撮り・素人・SNS・巨乳・顔射・2発射・飲酒・美乳・放尿、お漏らし・パイズリ・ドキュメンタリー・大学生・潮吹き・オナニー・清楚・電マ（2023年6月27日、素人ホイホイ/妄想族）
- ノーハンドフェラは奴●の証！8 手を使わずにフェラチオする10人の素人娘（2023年6月27日、かぐや姫Pt/妄想族）
- セクハラママさんバレー！6 ハイレグブルマ姿の人妻11人が挑む過酷なエロトレーニング（2023年6月27日、かぐや姫Pt/妄想族）
- THE ドキュメント 本能丸出しでする絶頂SEX 性欲が強目のセレブ妻がイキまくる乱交ファック 小松杏（2023年7月4日、美人魔女/エマニエル）
- 酔っ払って帰ってきた妻が間違って隣人のゴミ部屋へ入ってしまい、僕と勘違いして中年オヤジに発情して中出しセックスした話 小松杏（2023年7月4日、ミセスの素顔/エマニエル）
- ホイホイhomeおウチでヤろう12 素人ホイホイSH・素人・個人撮影・ドキュメンタリー・お姉さん・色白・放尿、お漏らし・2発射・電マ・潮吹き・巨乳・美乳・顔射・飲酒・オナニー・清楚・長身・マッチングアプリ・美少女・ハメ撮り（2023年7月11日、素人ホイホイ/妄想族）
- ホイホイfriends 05 素人ホイホイ・素人・ハメ撮り・ドキュメンタリー・個人撮影・巨乳・美乳・くびれ・飲酒・OL・ドM・セフレ・潮吹き・お漏らし、放尿・顔射・清楚・長身・お姉さん・美脚・コスプレ（2023年7月11日、素人ホイホイ/妄想族）
- 素人娘の全裸図鑑31 今時の女の子12名が恥らいながら脱衣していく様子をじっくり撮影した、変態紳士のためのヘアヌードコレクション（2023年7月18日、かぐや姫Pt/妄想族）
- 【30歳以上の美脚OL限定】「黒パンストのモニター調査」と称してぬるぬるローション素股耐久テスト！…のはずが、破けた隙間からぬぷっと生挿入！無許可中出し！（2023年7月20日、SODクリエイト）
- 120％リアルガチ軟派伝説 vol.119（2023年7月21日、プレステージ）
- 見せつけフェラからの他人棒ザーメンキッス（2023年7月25日、SEX Agent/妄想族）
- 乳首を開発されるだけの簡単なお仕事（2023年7月25日、SEX Agent/妄想族）
- むしゃぶりママ 小松杏（2023年7月25日、ボニータ/妄想族）
- ノンストップ！ノーカット！媚薬SEXでガンギマリ！ 小松杏（2023年7月25日、セレブの友）
- AV女優の恥ずかしい局部アップ 裸のコレクションvol.2（2023年7月27日、MERCURY（マーキュリー））
- 禁断のリアル近親相姦 美人姉弟がHミッションに挑戦したら…超絶倫の弟がガチ発情！「お母さんに言えないっ！」と戸惑う姉を無視して腰振りまくり！イキ過ぎ痙攣でグッタリしている姉を容赦なく犯し、何度も何度も中出し中出し中出し中出し！3（2023年7月28日、赤面女子）
- お姉さんの巨尻が猥褻過ぎて秒殺で悩殺！！ 小松杏（2023年8月1日、MARRION）
- 性欲がつきぬけたド淫乱熟女～すべてのシーンがSEX（4ラウンド） 小松杏（2023年8月22日、セレブの友）
- 義父の濃密淫技で犯●れ絶頂してしまう屈辱的な中出しレ×プ 8時間（2023年8月22日、マドンナ）
- お義母さん、にょっ女房よりずっといいよ… 小松杏（2023年9月26日、タカラ映像）
- 紹介制洗脳サロンでドップリSEX中毒になった私 ～3SEX＆レズ～ 新村あかり（2023年9月26日、セレブの友）
- 禁断介護 小松杏（2023年9月26日、グローリークエスト）
- 人妻さんいらっしゃい！ 02（2023年9月29日、KANBi）
- 実写版 美人教師は羞恥の虜 ザーメンぶっかけ輪●バッドエンド編 小松杏（2023年10月3日、FunCity/妄想族）
- 自ら調教を望む変態マゾ教師 お嬢様学校 放課後調教倶楽部レズビアン 小松杏 宮沢ちはる（2023年10月10日、ビビアン）
- 全裸ヘリコプター 小松杏（2023年10月10日、セレブの友）
- おま●この形状まるわかり！薄いパンツの上からマン汁ぬるぬる透けオナニー 10（2023年10月10日、かぐや姫Pt/妄想族）
- ザ・和姦18 犯●れた男に狂う妻 ～憎しみに狂った男に抱かれて・・～ 小松杏（2023年10月10日、ながえスタイル）
- 禁断◆エロのお世話してみました vol.03（2023年10月27日、DOC）
- 僕たちの露出魔先生 「先生ほんとは露出狂の変態なのよ もう我慢できないの…」真面目な女教師が絶対アウトな校内露出に夢中なのを目撃した僕は…（2023年11月3日、ゲッツ！！）
- たびじ 母と子のふたり旅 小松杏（2023年11月14日、タカラ映像）
- 恥辱、陵●、とびっこ装着・繁華街デート！10 小松杏（2023年11月14日、セレブの友）
- 「小松杏」vsオトコノ娘「早乙女ありす」～快感主義の2人がマ○コもアナルもチ○コも使ってイキすぎSEX（2023年11月28日、セレブの友）
- 接吻堕ち NTR キスが上手すぎる夫の上司、 誘惑に堕ちて唾液だらだら中出しセックスを求めるワタシ 小松杏（2023年11月28日、h.m.p DORAMA）
- オトコノ娘「早乙女ありす」vs女優「小松杏」～快感主義の2人がマ○コもアナルもチ○コも使った欲張りなSEX（2023年11月28日、TRANS CLUB）
- 雀荘で働くバイトお姉さんとセフレになって朝まで中出し四暗刻 小松杏（2023年12月21日、YONAKA）
- 女優「小松杏」が女性経験なしのニューハーフと生中出し＆アナルマ○コでメスイキSEX～小松杏×弥生（2023年12月26日、セレブの友）
- ニューハーフ「弥生」vs女優「小松杏」～超敏感クリチ○ポで初めてのマ○コに挿入生中出し！さらにアナルマ○コを小松杏にイカされまくられ悶絶メスイキ！！～（2023年12月26日、TRANS CLUB）
- 憧れのスチュワーデスと性交 小松杏（2023年12月29日、ドリームチケット）

- 極秘入手！極悪非道のタクシードライバーたちの昏○レ○プ映像集！Vol.3 8時間08分（2024年1月9日、セレブの友）
- 綺麗だと憧れていた友達のお母さんとマッチングアプリで再会。緊張の糸が切れた二人は、理性を捨てて本能のまま交じり合った。 小松杏（2024年1月9日、ダスッ！）
- 「私、今から浮気します…」浴衣を乱され抱かれる不倫妻（2024年1月12日、MERCURY（マーキュリー））
- 顔出し解禁！！ マジックミラー便 全員38歳over！年齢を感じさせない美しい人妻さん 初めての公開ディープキス編 vol.10 8人全員SEXスペシャル！！若い男子との濃厚接吻で久しぶりに熱くトロけてしまったオマ○コは青年の硬いデカチ○ポが欲しくてたまらない！！（2024年1月23日、ディープス）
- 脱ぎ捨てたパンストの匂い 小松杏（2024年2月6日、ディープス）
- 濡れた女肌が艶っぽい 湯けむり中出し露天風呂 part.2（2024年2月12日、MERCURY（マーキュリー））
- 貴方の妻になりたかった… 小松杏（2024年2月13日、タカラ映像）
- アナル舐めさせパンスト美脚OL むれ匂う肛門を密着クンニさせてケツ穴ひくひく激イキSEXで快感メス汁を垂れ流す長身スレンダー痴女（2024年2月20日、ディープス）
- 【個撮】どこでもフェラ14 11人（2024年2月20日、かぐや姫Pt/妄想族）
- この会場に男は俺一人！ 同窓会に出席したら参加者全員女子だった！みんな結婚して久々のハメ外しの場で酒に酔って大騒ぎパンチラ・まんちら・おっぱいぶるんに勃起不可避！ セックスレスの同窓女子は暴走して媚薬を回し合って全員で朝まで浮気生ハメ中出しし放題逆9Pキメ…（2024年2月20日、ムーディーズ）
- 先生と私 ～自慰マニア少女、美女教師とレズレッスン～（2024年3月5日、U＆K）
- 女上司は精子がお好き！仕事中にも関わらずチ○ポの研究にいそしむ射精熱心な桃尻OLの強●射精オフィス ボクの女上司:杏さん 小松杏（2024年3月5日、下半身タイガース/妄想族）
- 酔っ払ってガードがユルユルの奥さんのスーツ姿にもう我慢出来ないっ！2（2024年3月5日、下半身タイガース/妄想族）
- 貴方だけの為なの… 小松杏（2024年3月12日、タカラ映像）
- ヤバイほど極限まで乱れ狂った「アヘ顔絶頂」オナニー（2024年3月12日、セレブの友）
- 小松杏のすべて 女上司が妻子持ち部下を誘惑してNTR＆痴女ソープ調教プレイ（2024年3月19日、GUPPI/妄想族）
- 借金夫婦 妻を他人に抱かせました。9 ～山奥で肉体労働者たちと屈辱同居生活～ 小松杏（2024年3月26日、ながえスタイル）
- ニューハーフ・オトコノ娘たちのお悩みを身体で解決に導きます ～アへ顔洗脳催●カウンセリングルーム～（2024年3月26日、TRANS CLUB）
- 女医in...（脅迫スイートルーム） 小松杏（2024年4月5日、ドリームチケット）
- 媚薬オイルで局部マッサージ！お漏らししてイキまくる美人セレブ客の流出映像集！（2024年4月9日、セレブの友）
- ガチンコ全裸レズバトルリターンズ5（2024年4月11日、ROCKET）
- 人妻の花びらめくり 小松杏（2024年4月16日、人妻援護会/エマニエル）
- とびっこ着けた彼女が街中散歩で欲情し、メス犬のようにマン汁たらして屋外セックス！（2024年4月23日、セレブの友）
- 憧れの兄嫁と 小松杏（2024年4月23日、タカラ映像）
- 「愛し合う夫婦が残したいメモリアルヌードフォト」と題された雑誌の特集だと妻を騙し、絶倫チ○ポ男と素肌密着偽撮影会で寝取られ検証！！VOL.3 旦那よりも若くてカチカチに反り返ったチ○ポがマ○コまで1cmに超接近して奥さん急激欲情！？旦那が近くにいるにも関わらず…（2024年4月26日、赤面女子）
- Red Dragon 小松杏（2024年5月14日、ゴールド/妄想族）
- 美容部員狩り 一流百貨店本館1階化粧品売り場勤務 4名（2024年5月24日、ハラスメント）
- 極秘入手！街中に潜む強●魔の公衆トイレ鬼畜ハメ撮り映像集！Vol.3 8時間00分（2024年5月28日、セレブの友）
- 小松杏 未公開完全撮り下ろしSEX＆スーパーベストBOX 785分 5枚組（2024年5月28日、セレブの友）
- デレデレ甘抜き生徒＆ツンツン焦らし女教師 競い合うような痴女責めで逆ベクトルチ〇ポシェアされてる早漏教師のボク（2024年6月11日、BALTAN＜バルタン＞）
- 相性抜群だったけど本番せずに終えた二人は別れ際の濃厚キスで燃え上がる！『次いつ会えるかわからないから…どうしても今スグしたいの！』デリヘル嬢との帰り際に求めあうルール破り時短SEX VOL.4（2024年6月20日、DANDY）
- 全開鼻フック 小松杏（2024年6月20日、レイディックス）
- 某地方都市で営業してるAVのプロダクションの面接にやってきた女の子たち（2） 8名収録（2024年6月22日、JUMP）
- 洗脳される巨乳美女OL達！ド淫乱アへ顔化計画！Vol.2（2024年6月25日、セレブの友）
- 里親として夫と年の変わらない息子を引き取った母 / 小松杏（2024年6月30日、マザー）
- 某有名企業社長秘書のとある情事 骨格ナチュラル超スレンダー美女の秘密の性欲処理 小松杏（2024年7月2日、JUMP BEYOND）
- 女性専用 レズビアンデリバリーヘルス ～夫に内緒で自宅にデリヘル嬢を呼ぶビアン妻～（2024年7月16日、U＆K）
- 母子交尾～武州洞元湖路～ 小松杏（2024年7月16日、ルビー）
- わたしの豚ヅラ、見てください。 小松杏（2024年8月4日、ドリームチケット）
- 激撮！！ 女性専用マンションの住人を狙う鬼畜管理人中出しレ〇プ（2024年8月13日、ボニータ/妄想族）
- 中出し快楽がやめられない熟女 ～3つのSEXストーリー～ 小松杏（2024年8月13日、セレブの友）
- わたし黒人さんと交尾がしたい！スレンダー美人にブっ刺さる圧倒的 存在感のオスチ●ポ本性剥き出しでイカされてしまう！ 小松杏（2024年8月20日、ミスマッチ/妄想族）
- 乳首オナニーでイク15人の女たち！Vol，2 ～ビンビン『乳首』で極限状態にイキ狂うド淫乱女優たち！！（2024年8月27日、セレブの友）
- 個人撮影会で素人モデルさんとセックスする方法教えます。写真マニアの流出映像集！（2024年8月27日、セレブの友）
- 輝きを育む、絶世の美しさへ。Mrs.最狂喉凹美女。 杏（2024年8月27日、えむっ娘ラボ）
- 憧れの女上司と 小松杏（2024年8月27日、タカラ映像）
- プレママ妊活レズ不倫～年下先輩ママとねっとり子育てレッスン～（2024年9月13日、三和出版）
- 顔出しMM号 黒パンスト限定 ザ・マジックミラー 高身長の美脚OLが「固定バイブモデル」に挑戦！2 黒パンスト直履きオマ○コにバイブを挿入したまま青空ハレンチ撮影会！止まらないうねりに我慢できず脚ガックガク痙攣イキ！（2024年9月17日、ディープス）
- カメラの前でおしっこする女 5（2024年11月26日、グローリークエスト）

- 至極の乳首責め（2025年1月1日、OFFICE K’S）
- 『ウチの旦那も、あんなに舐めてくれたらなぁ…』僕がここで勉強をしている事を忘れたかの様に、隣でAV鑑賞をしながら「夜の営み」について雑談する母親とママ友たち。ふと気づくと彼女達の視線は、会話を聞きながら膨らんでしまった僕のチ●ポに注がれていた…。（2025年1月1日、OFFICE K’S）
- 密閉チ●ポ・ハーレム射精管理～息吹きかけただけでイっちゃいそうな早漏ペ●スを枯れ果てるまで集団無限責め～（2025年1月1日、OFFICE K’S）
- 至極の乳首責め（2025年1月1日、OFFICE K’S）
- 物凄く敏感なビンビン乳首なのにイキ我慢させられる素人娘。（2025年1月1日、OFFICE K’S）
- え！？こんな場所でするんですか…もの凄いバキュームフェラチオ たっぷり舌上発射編（2025年1月14日、うさぎ/妄想族）
- 別荘で起こった野外放尿事件 小松杏（2025年1月21日、ルビー）
- 唾液が口から溢れて滴り落ちるフェラチオ2（2025年1月28日、SEX Agent/妄想族）
- えっ！！こんな場所で！？ 素人娘のドキドキこっそりフェラチオ（3）（2025年2月1日、OFFICE K’S）
- 本気の白濁マン汁を垂れ流してイキまくる！！素人娘のおま〇こズボズボ指オナニー8（2025年2月1日、OFFICE K’S）
- ノーパン黒パンストフェティシズム 小松杏（2025年2月25日、SEX Agent/妄想族）
- 夫の部下に言い寄られ…自宅で裏切りのNTR 小松杏（2025年3月16日、マキシング）
- 完全ホールド・ひっつき喉奥ディープスロート（2025年3月1日、OFFICE K’S）
- 美脚OL 仕事帰りの変態パンスト倶楽部 美人営業部 杏さん 小松杏（2025年3月1日、OFFICE K’S）
- 夫の部下に言い寄られ…自宅で裏切りのNTR 小松杏（2025年3月16日、マキシング）
- 仁王立ちフェラチオ＆パンツの中に大量射精（2025年3月25日、SEX Agent/妄想族）

### アダルトVR
- 【VR】初VR小松杏 上司の出張中 奥さんにこっそり誘われて…一方的な痴女責めに翻弄された僕は我慢できずこっそり不倫SEXをしてしまった。（2021年10月22日、マドンナ）
- 【VR】無防備な浮きブラで胸元を晒す人妻美容師に担当されて―。 小松杏（2022年1月28日、マドンナ）
- 【VR】入社して間もない僕のチ●ポにロックオンした社内でヤリマンの噂がある色白スレンダーの肉欲女上司 小松杏（2023年2月18日、SPICY VR）
- 【VR】上司の妻からの必要以上の下品な腰使いで、中出し強要させられる不倫性交 小松杏（2023年2月27日、ケイ・エム・プロデュース）
- 【VR】ディルド足コキオナサポ！ローションまみれの足裏で（2023年4月28日、AQUA＜アクア＞）
- 【VR】メイド堕ちした美人セレブ妻にご奉仕強要！侮蔑の視線を向けられながら中出しをキメる最高の瞬間...。 小松杏（2023年9月1日、AQUA＜アクア＞）
- 【VR】世話焼き年上彼女とキスハグしまくり！幸せホルモン分泌されまくりのイチャラブセックス！ 小松杏（2023年9月15日、AQUA＜アクア＞）
- 【VR】【8KVR】憧れのスチュワーデスと性交 VR 小松杏（2023年12月29日、ドリームチケット）
- 【VR】彼女の過保護すぎる美人母に性教育された後、見守られながら初体験！さらに親子丼3Pまで経験しちゃったボク。（2024年4月19日、AQUA＜アクア＞）
- 【VR】ただひたすら乳首責めVR 左乳首舐めver（2025年2月7日、AQUA＜アクア＞）
- 【VR】拘束された上にパンツの中に大人のおもちゃを仕込まれて放置された女（2025年3月7日、AQUA MANIAC）

### 配信のみ
- 配信限定 マドンナ専属女優の『リアル』解禁。 MADOOOON！！！！ 小松杏 ハメ撮り（2022年4月5日、マドンナ）
- ★配信限定！特典映像付★絶叫！悶絶！ポルチオ開発！子宮の奥にある奥の奥でイク女9 小松杏（2023年1月21日、セレブの友）
- 耐えたら賞金100万円！イッたら即ハメ中出し！出産して感度が爆上がりした素人巨乳若奥様が挑戦するピンポイント電マ攻めチャレンジ！人生初のクリトリス直撃攻めでガックガクにアクメた欲求不満妻は、絶頂潮吹きが止まらない！デカチンでピストンされたら…～ゆめの編～（2023年1月26日、サディヴィレナウ！）
- 耐えたら賞金100万円！イッたら即ハメ中出し！出産して感度が爆上がりした素人巨乳若奥様が挑戦するピンポイント電マ攻めチャレンジ！人生初のクリトリス直撃攻めでガックガクにアクメた欲求不満妻は、絶頂潮吹きが止まらない！デカチンでピストンされたら…～ゆめの編～（2023年1月26日、サディヴィレナウ！）
- ★配信限定！特典映像付★涙のノンストップ激イカせSEX24 小松杏（2023年3月11日、セレブの友）
- デカチンの先っぽ3cmだけを挿入する過激な膣ケアエクササイズで敏感な膣口を刺激され続けるとご無沙汰妻は膣奥まで欲しくなってしまうのか？久々の快感にイキ捲る性欲爆発SEXは中出し1発だけでは終わらない！マジックミラー号撮って出し！～まゆ編～（2023年3月30日、サディヴィレナウ！）
- ももか とびっこさんぽ（2023年4月15日、素人ギャラリー）
- くみ 待ち伏せハンター（2023年5月8日、素人ギャラリー）
- ゆうか 密室タクシードライバー（2023年5月11日、素人ギャラリー）
- 10分以内に口だけフェラで出せたら賞金100万！イキすぎ注意！ 好きモノ変態っぷり炸裂！（2023年6月15日、ピーターズ）
- ★配信限定！特典映像付★アナルで発情！～本能で感じる！美女があえぎ狂う快感レズビアン～ 小松杏×新村あかり（2023年6月24日、セレブの友）
- あき 媚薬おもらしマッサージ（2023年6月26日、素人ギャラリー）
- 鬼畜管理人中出しレ○プ 被害者 杉並区荻○ 某マンション 201号室 OL Aさん（2023年7月12日、闇録）
- ★配信限定！特典映像付★ノンストップ！ノーカット！媚薬SEXでガンギマリ！ 小松杏（2023年7月22日、セレブの友）
- 愛花＆有村 アヘ顔ちゃん（2023年8月18日、素人ギャラリー）
- フェラ美女 小松杏（2023年9月20日、フェラすぺ）
- まんぐり羞恥vol.3（2023年9月20日、Z-MEN）
- ゆか 甘サド彼女（2023年10月7日、素人ギャラリー）
- カオル パパ活ナンパ（2023年12月4日、素人ギャラリー）
- みほ バイトの恰好でパパ活（2023年12月25日、素人ギャラリー）
- 亜美 貪欲人妻のママ活（2023年12月28日、素人ギャラリー）
- リカ＆マキ アヘ顔ちゃん（2024年1月17日、素人ギャラリー）
- 【止まらないハメ潮】170cm近い高身長の抜群エロ女将！着物の下はマ●コひくひくマン汁だらだら、どすけべフェラからのアナル舐め手コキでチ●コは限界！！【エロのお世話してみました】【あゆ】 小松杏（2024年2月6日、DOC）
- 小松杏 ひょっとこアへ顔でフェラする女（2024年3月12日、ひょっとこアへ顔でフェラする女）
- 芸能人御用達 高級レンタル彼女 東京お姉さん 6（2024年3月19日、ガブっと！！素人ハメちゃう課）
- エミ＆マキ アヘ顔ちゃん（2024年4月3日、素人ギャラリー）
- アイ 個人撮影会（2024年4月10日、素人ギャラリー）
- チャレンジ！タイマー電マ あん 小松杏（2024年4月20日、大洋図書）
- ミカ W不倫（2024年6月25日、素人ギャラリー）
- 年上のバリキャリ彼女に凄テクご奉仕フェラで金玉空っぽになるまで精子をドバドバ搾り取ってもらう動画（2024年8月1日、ガブっと！！素人ハメちゃう課）
- 乳首の弱いカノジョと僕が、互いに乳首を責めあいました。 小松杏（2024年8月22日、WAAPサロン）
- 媚薬おもらしマッサージ・3本セットpart001（2024年8月28日、素人ギャラリー）
- ミサキ スーパーで買い物中の奥様をナンパしてみた。（2024年9月10日、素人ギャラリー）
- ハーレムでヘブン状態！！視線が気持ち良すぎるセンズリ見せつけ倶楽部 2（2025年1月1日、OFFICE K’S）
- よつんばいフェラチオ（2025年1月1日、OFFICE K’S）
- ～喉奥姦通～ イラマチオ 小松杏（2025年1月6日、KLEIN）

### web配信

#### FANZA
- あんさん（2022年12月7日、素人ホイホイ）
- 松さん（2023年1月20日、素人ホイホイZ）
- MATSU（2023年1月27日、素人ホイホイSH）
- MATSU（2023年2月26日、素人ホイホイFriends）
- あん（2023年5月19日、五反田マングース）
- あん（2023年5月20日、シロウト大好き◆ハメ撮り専門）
- 杏（2023年6月15日、Cullet）
- あんさん（2023年7月15日、俺の素人-Z-）
- 杏さん（2024年4月23日、俺の素人-Z-）
- 美容部員K（2024年5月10日、俺の素人-Z-）
- AN（2024年8月19日、ZOOOthe100）
- あんさん（2025年2月14日、素人ムクムク-職-）
- れのさん＆あんさん（2025年3月7日、素人ムクムク-ハーレム-）
- 杏（2025年3月14日、昭和以上熟女未満）

#### MGS
- ご近所バレせずAVデビューしたい妻たち！お淑やかなスレンダー妻を自宅に招いてAV撮影！今回の奥様は期待大ですよ～♪ご主人とは何年もレスだそうで…離婚資金作りも兼ねてAV応募してくれました！キレイな顔してアナルまでしっかり舐めてくれるどスケベ妻でした…。（2023年2月16日、KANBi）
- ももか（2023年4月15日、素人ギャラリー）
- つるぺた貧乳美人妻の浴衣乱して不倫セックス（2023年5月20日、シロウト大好きハメ撮り専門）
- 濡れた肌が艶っぽい美人妻のハダカ（2023年5月22日、五反田マングース）
- 10分以内に口だけフェラで出せたら賞金100万！イキすぎ注意！ 好きモノ変態っぷり炸裂！（2023年6月15日、Cullet）
- 癒し系ラグジュ人妻 敏感モデル体型 中出しナンパ ご無沙汰チ○ポ堪能！（2023年6月15日、Cullet）
- 【止まらないハメ潮】170cm近い高身長の抜群エロ女将！着物の下はマ●コひくひくマン汁だらだら、どすけべフェラからのアナル舐め手コキでチ●コは限界！！スレンダーボディをバックから突きまくり！チ●コを抜くと潮が漏れ出て水浸し！中出し精液が垂れても気にしない連戦ファック！！！【エロのお世話してみましたNO.10】【あゆ】（2023年7月2日、街角シロウトナンパ）
- あんさん(28) 素人ホイホイ・えろきゅん・素人・お姉さん・清楚・微乳・黒髪・色白・酒好き・コスプレ・電マ・ハメ撮り（2023年7月19日、素人ホイホイ えろきゅん）
- 松さん(30) 素人ホイホイZ・素人・ハメ撮り・ドキュメンタリー・清楚・OL・長身・お姉さん・色白・個人撮影・顔射（2023年7月20日、素人ホイホイZ）
- あいか&ありむら（2023年8月18日、0）
- MATSU(30) 素人ホイホイ・素人・ハメ撮り・ドキュメンタリー・個人撮影・長身・スレンダー・美乳・お姉さん・OL（2023年8月27日、素人ホイホイ）
- ゆか（2023年10月7日、0）
- カオル（2023年12月4日、0）
- みほ（2023年12月25日、0）
- 亜美（2023年12月28日、0）
- リカ&マキ（2024年1月17日、0）
- 芸能人御用達 高級レンタル彼女 東京お姉さん⑥（2024年3月19日、ガブっと！！素人ハメちゃう課）
- エミ&マキ（2024年4月8日、0）
- アイ（2024年4月20日、0）
- 杏さん（2024年4月23日、俺の素人-Z-）
- ミカ（2024年6月29日、0）
- 小松蘭 1（2024年8月5日、舞ワイフ）
- 小松蘭 2（2024年8月7日、舞ワイフ）
- 裏オプ禁止のヌキ無し健全店メンエス嬢は仕事中に溜まったムラムラを全く知らないゆきずり男と下品なベロキス密着中出しハメ撮りＳＥＸをして解消している（2024年8月15日、ガブっと！！素人ハメちゃう課）
- 乳首の弱いカノジョと僕が、互いに乳首を責めあいました。 小松杏（2024年8月29日、WAAPサロン）
- ミサキ（2024年9月10日、素人ギャラリー）
- あん パンストLOVERS（2025年1月21日、パンストLOVERS）
- 杏（2025年3月14日、昭和以上熟女未満）

#### FC2
- あのぉ…奥さんってどうしていつも裸なんですか！？ 小松杏（2023年6月24日、ERO TRIBE）
- 脚長美脚♪スレンダーモデル若妻［　杏　］出張先ホテルでのシャワー盗//撮 【本編顔出し】（2023年10月27日、のぞきみ隊）
- 美容アドバイザーとして働く清楚妻(27\)　腹筋浮き出る華奢な体をガン突きし中出し（2024年8月17日、ロイド零時）

### デジタル写真集
- 美熟女No.1! Madonnaキャンペーン! 〜専属女優スペシャルフォト〜（2021年6月7日、FANZA BEAUTY COLLECTION）
- 小松杏『過ちの代償 夫の知人に弱みを握られ、犯●れ続けた私…。』（2023年5月2日、）
- 小松杏『夫とのセックスに不満がある私は、夫の兄、そして弟とも関係を持ってしまった…。』（2023年6月20日、）
- 絶叫！悶絶！ポルチオ開発！子宮の奥にある奥の奥でイク女9 小松杏（2023年11月10日、セレ友出版）
- 憧れのスチュワーデスと性交 小松杏（2024年1月26日、HAME×ドリームチケット）
- 女医in...（脅迫スイートルーム） 小松杏（2024年5月10日、HAME×ドリームチケット）
- 熟女マン開！ 美しすぎるスケベな奥様Vol.2 固いフランスパン、好き（2024年8月7日、）

## 出演

### テレビ
- 美女たちの密談 モテるの法則X season2 #6（2022年7月19日、エンタメ〜テレ）[8]

## 掲載

### 雑誌
- 週刊実話 2022年7月21日号（日本ジャーナル出版） - 袋とじ「三十路妻の淫らヘア」
- 週刊実話 2022年10月6日号（日本ジャーナル出版） - グラビア「挑発スレンダーボディー」
- 週刊アサヒ芸能 2022年12月1日号（徳間書店） - インタビュー「AV熟女 私の運命を変えた1作」